# 가와히가시촌 (후쿠시마현)
가와히가시촌(川東村)은 후쿠시마현 이시카와군에 일찍이 존재했던 촌이다. 

## 지리
- 현재의 스카가와시 동부에 해당한다.
- 마을은 아부쿠마 강 동쪽 기슭에 위치해 있다.

## 역사
- 1889년 4월 1일 - 정촌제 시행에 의해 6촌이 합병해 이시카와군 가와히가시촌이 성립하였다.
- 1955년 1월 1일 - 오모리타촌과 합병해 오히가시촌이 성립하여, 동일 가와히가시촌이 폐지되었다.

## 오아자
- 고사쿠다(小作田)
- 이시노세키(市野関)
- 히데리타(日照田)
- 다나카(田中)
- 가미오야마다(上小山田)
- 시모오야마다(下小山田)

## 인구
- 1889년 2,014
- 1920년 2,379
- 1947년 3,770

## 교통

### 철도
- 일본국유철도 ( →동일본 여객철도)
  - 스이군 선

## 참고문헌
- 角川日本地名大辞典編纂委員会『角川日本地名大辞典 7 福島県』、角川書店、1981年 ISBN 4040010701
- 日本加除出版株式会社編集部『全国市町村名変遷総覧』、日本加除出版、2006年 ISBN 4817813180